# Louis Nkanza
Louis Nkanza, né le 16 octobre 1949, est un athlète congolais (RC).

## Biographie
Aux Jeux africains de 1978 à Alger, il fait partie du relais 4 x 100 mètres congolais remportant la médaille de bronze.
Il participe également aux Jeux olympiques d'été de 1972 et 1980, sans atteindre de finale. 

## Palmarès
| Date | Compétition    | Lieu  | Résultat | Épreuve   | Performance |
| ---- | -------------- | ----- | -------- | --------- | ----------- |
| 1978 | Jeux africains | Alger | 3e       | 4 x 100 m | 39 s 79     |